# A22 (Frankrijk)
De A22 is een autosnelweg gelegen in het noorden van Frankrijk die de stad Villeneuve-d'Ascq verbindt met de Belgische snelweg A14. Het traject van de snelweg is in totaal 11 kilometer lang en maakt deel uit van de Europese weg E17.
De A22 staat bewegwijzerd op de A1 aan weerszijden van het knooppunt met de A27 bij Ronchin, ten zuiden van Lille. 
Tussen de A27 en het vervolg van de A22 (bij afrit Roubaix-Est) ligt de N227. De N227 is een autoweg met 2x2 rijstroken en ongelijkvloerse kruispunten, zodat men onbelemmerd door kan rijden.